# Češnjice, Sevnica
Češnjice so naselje v Občini Sevnica.